# Abell 1689
Abell 1689 je jata galaksij v ozvezdju Device.
Znana je po tem, da deluje kot gravitacijska leča. Z njeno pomočjo so odkrili galaksijo A1689-zD1, ki je od Zemlje oddaljena čez 13 milijard let, kar je 3987,7 mega parsekov. Vidna masa jate Abell 1689 predstavlja samo 1 % mase, ki deluje kot gravitacijska leča. Zaradi tega predpostavljajo, da vsebuje tudi veliko temne snovi